# Вукушич, Анте
Анте Вукушич (хорв. Ante Vukušić; 4 июня 1991, Синь, СФРЮ) — хорватский футболист, нападающий клуба «Вараждин».

## Карьера

### Клубная
Воспитанник школы сплитского «Хайдука», ранее также играл за команду «Юнак» из родного города Синь. Контракт с клубом подписал в январе 2009 сроком на 5 с половиной лет (до лета 2014 года). Дебют за «Хайдук» состоялся 22 апреля 2009, когда на 64-й минуте Вукушич заменил Антония Шерича (сплитцы в той игре разгромили «Кроацию Сесвете»). Первый гол забил в последнем туре чемпионата Хорватии 2008/2009 в ворота принципиальнейшего противника — загребского «Динамо».
В сезоне 2009/10 закрепился в составе клуба: в 22 матчах чемпионата забил 6 голов, ещё два гола в пяти кубковых встречах. Своей игрой он заставил обратить на себя внимание многих европейских клубов, однако «Хайдук» отказался продавать игрока и оставил его до следующего сезона. В сезоне 2010/11 в 29 играх забил 14 голов в рамках чемпионата, став лучшим бомбардиром клуба за этот сезон (в общем зачёте бомбардиров он пропустил только Ивана Крстановича). Также провёл 9 игр в рамках Лиги Европы и забил 4 гола, один из которых стал победным: на 93-й минуте этот мяч влетел в ворота «Андерлехта». По итогам 2010 года Вукушич получил приз лучшего спортсмена Далмации. Также он получил должность вице-капитана (капитаном являлся Срджан Андрич).
В начале сезона 2011/12 команду возглавил Красимир Балаков, который взял Вукушича в качестве первого нападающего. В матче против «Шибеника» Анте отметился тем, что забил гол уже на третьей минуте встречи. Забив в матче против «Риеки», он во время празднования повредил палец на ноге и выбыл из строя на 4 недели.
В августе 2012 года Вукушич перешёл в итальянский клуб «Пескара», сумма трансфера составила 3,8 миллиона евро.
5 июня 2017 было объявлено о переходе Вукушича в клуб российской премьер-лиги «Тосно» на правах свободного агента. При обследовании у него были обнаружены большие проблемы с лёгкими. Вукушич перенёс операцию, потребовавшую несколько месяцев на восстановление, и не был заявлен за команду. Не сыграв за клуб ни одного матча, 7 марта 2018 перешёл в команду польской первой лиги «Олимпия» Грудзёндз. В сезонах 2018/19 и 2019/20 играл за словенские «Кршко» и «Олимпию» Любляна. Стал лучшим бомбардиром чемпионата Словении 2019/20 (26 мячей).

### В сборной
Играл за юношеские сборные, выступал за молодёжные команды Хорватии. 21 мая 2011 года получил вызов в сборную Хорватии на матч против Грузии.

## Стиль игры
Вукушич играет на острие атаки своей команды и действует на линии с последним защитником, однако в отличие от других игроков, редко попадает в искусственный офсайд. Благодаря своим скоростным качествам может обойти любого защитника, скорость свою развивает не на первых двух шагах (подобно Арьену Роббену), а на третьем или четвёртом. На скорости владеет мячом довольно хорошо, во время смещения на фланг или в глубину поля всегда старается найти партнёра и сыграть через него, а сам отправляется в штрафную площадь. Стандарты не пробивает и не играет хорошо головой, однако умеет реализовывать голевые моменты (в том числе и на последних минутах), чем напоминает Филиппо Индзаги.